# Flickorna i Småland (film)
Flickorna i Småland är en svensk film från 1945, i regi av Schamyl Bauman.

## Handling
Gunnar Carlman har arbetat som cowboy i Kanada, men har nu hamnat i Stockholm och söker där arbete. Han testar alla möjliga olika, men han vill hugga i ordentligt och ser på ett jobb som affischerare en affisch med reklam för Småland. Så han åker dit och söker arbete som dräng hos bonden Jönsson. 
Men Jönsson visar sig vara en riktigt otrevlig snåljåp så Gunnar beger sig vidare, han har hört talas om att man behöver folk på Svalnäs, som ligger i närheten. Gårdsägaren på Svalnäs heter Christina Larsson och hon blir nu Gunnars nya chef. Hon har ärvt gården från sin mor och gården har gått i arv från mor till dotter i 200 år. Gunnar får huvudansvaret för fröken Larssons ögonsten, Svarten, som är en ståtlig cirkushäst.

## Om filmen
Filmen premiärvisades 28 november 1945 på Grand i Vimmerby. Filmen spelades in i Sandrewateljéerna med exteriörer från bland annat Vimmerby och Gisemåla Gård, Storebro, i närheten av Vimmerby i Småland.  Filmfotograf var Hilmer Ekdahl.

## Rollista (i urval)
- Sickan Carlsson - Christina Larsson, bonde på Svalnäs
- Åke Grönberg	- Gunnar Carlman
- Sigge Fürst - Algotson, rättare
- Ruth Kasdan  - Tattar-Emma
- Douglas Håge	- Alfred Jönsson, bonde på Snuggebo
- Carl Reinholdz - Alfred Forsman, dräng på Snuggebo
- Rut Holm	- Hanna Nilsson, piga på Snuggebo
- Ingrid Östergren - Märtha, piga på Snuggebo
- John Elfström	- Laban, dräng på Svalnäs
- Carin Swensson - Ottilia, piga på Svalnäs
- Ninni Löfberg	- Ester, piga på Svalnäs
- Olga Appellöf	- fru Jönsson
- Kolbjörn Knudsen	- Måns Tattare
- Nils Hallberg	- Elias Tattare
- Artur Rolén - fotografen
- Victor Haak - Danjel ve Korsgrinna
- Gösta Prüzelius - agronomen
- Stig Johanson	- mjölkskjutsen
- John Hilke - tjänstemannen på Stockholms stads arbetsförmedling
- Aurore Palmgren - mormodern på Stockholms Central
- Birger Lensander - drängen som sparkas ut av Alfred Jönsson
- Inga-Lill Åhström	- servitris på stadshotellet
- Tom Walter - lokföraren
- Mona Geijer-Falkner - torggumma
- Siegfried Fischer - hästspekulant på marknaden

## DVD
Filmen gavs ut på DVD 2008 och 2011.

## Musik i filmen (i urval)
- Flickorna i Småland, kompositör Fridolf Lundberg, text Karl Williams, sång Sickan Carlsson
- Nya Värmlandsvalsen, kompositör Carl Jularbo, instrumental.